# Luxemburg (Zeitschrift)
Luxemburg – Gesellschaftsanalyse und linke Praxis (Eigenschreibweise: LuXemburg – Gesellschaftsanalyse und linke Praxis) ist eine deutsche politische Fachzeitschrift.

## Geschichte

Zeitschrift Luxemburg 3/2018

Zeitschrift Utopie kreativ September 1991

Die Vierteljahreszeitschrift wird von der Rosa-Luxemburg-Stiftung herausgegeben. Als Nachfolgeprojekt der Zeitschrift Utopie kreativ – Diskussion sozialistischer Alternativen erschien sie seit 2009 beim VSA-Verlag. Mit der 1. Ausgabe 2014 erscheint die Zeitschrift im Selbstverlag. Hintergrund ist, dass die Luxemburg im Abonnement kostenlos bezogen werden soll. 2016 ging die Zeitschrift RosaLux – Journal der Rosa-Luxemburg-Stiftung in ihr auf.

## Inhalte
Jede Ausgabe enthält ein Schwerpunktthema. Luxemburg versteht sich als „Zeit-Schrift der Linken“, sie will „ihre Diskussion und Analysen mit freundlicher Schärfe zusammenbringen und fruchtbar machen“, jenseits der üblichen Trennungen in Richtungen, Strömungen und Schulen, Theorie und Praxis, Politik, Ökonomie und Kultur. Sie sucht nach Wegen zu einer sozialistischen Transformation. „Was tun – und wer tut es?“ (David Harvey) ist ihr Motto.

## Redaktion und Autoren
Zu den Autoren zählen linke Wissenschaftler, Intellektuelle, Politiker und Aktivisten wie Nancy Fraser, David Harvey, Nicola Bullard, Judith Butler, Antonio Negri, Étienne Balibar, Arlie Hochschild, Raul Zelik, Bernd Riexinger, Gregor Gysi, Michael Brie, Franco Berardi. Zur Redaktion gehören Mario Candeias, Alex Demirović, Barbara Fried, Lia Becker, Judith Dellheim, Katharina Pühl, Rainer Rilling, Thomas Sablowski, Eva Völpel, Moritz Warnke und andere.
Leitende Redakteurin war zunächst Christina Kaindl, dann viele Jahre Barbara Fried, derzeit Hannah Schurian. Frühere Redakteure: Lutz Brangsch, Vanessa Lux, Silke Veth und Catharina Schmalstieg, Rhonda Koch, Karin Gabbert, Corinna Genschel, u. a. Die Zeitschrift ist Kooperationspartnerin von Linksnet.

## Erscheinungsverlauf
- Luxemburg – Gesellschaftsanalyse und linke Praxis. VSA, Hamburg 2009–2013; Rosa-Luxemburg-Stiftung, Berlin 2014 ff., ISSN 1869-0424.
- Luxemburg – Gesellschaftsanalyse und linke Praxis. Rosa-Luxemburg-Stiftung, Berlin 2014 ff.